# Gumerište
Gumerište (cyr. Гумериште) – wieś w Serbii, w okręgu pczyńskim, w mieście Vranje. W 2011 roku liczyła 5 mieszkańców.